# Jerzy Józef Radziwiłł
Jerzy Józef Radziwiłł herbu Trąby (ur. 10 marca 1668 w Białej, zm. 2/3 stycznia 1689 roku tamże) – był VII ordynatem na Nieświeżu, od 8 czerwca 1686 podczaszym wielkim litewskim, od 31 grudnia 1688 wojewodą trockim, właścicielem Białej oraz starostą człuchowskim, rabsztyńskim i gulbińskim.
Syn Michała Kazimierza, podkanclerzego litewskiego i Katarzyny Sobieskiej, siostry króla Jana III Sobieskiego. Brat Karola Stanisława, kanclerza wielkiego koronnego. Jego ojcem chrzestnym był król Jan Kazimierz.
Zmarł wskutek nagłej choroby, pochowany został u jezuitów w Nieświeżu. Z małżeństwa zawartego 13 września 1687 z  Marią Eleonorą Anhalt-Dessau (1671–1756) miał urodzoną w 1688 córkę Katarzynę Henrykę, która zmarła wkrótce po urodzeniu. Wdowa wróciła do Dessau, nie wyszła ponownie za mąż, a majątek otrzymał młodszy brat Karol Stanisław.